# Cronologia de les incursions magiars
Aquesta cronologia és una llista de les principals incursions que van protagonitzar els magiars establerts a l'Europa centre-oriental, que van afectar territoris corresponents als actuals estats d'Itàlia, Alemanya i França. El període històric va des del 862, any de la primera expansió dels magiars fins al 955, quan van ser derrotats per Otó I, emperador del Sacre Imperi Romanogermànic en la batalla de Lechfeld.
Procedents de les estepes de l'Àsia central —igual anteriorment els huns, els búlgars i els àvars—, els magiars es van establir a la zona central de l'est d'Europa, la Pannònia, durant el regnat de Carlemany a començaments del segle ix. A finals d'aquest segle i començaments del X es van dedicar a fer incursions militars cap als territoris més a l'oest i al sud. El seu objectiu no era fer una conquesta, generalment es conformaven amb fer botí. Sortien de la Pannònia només en primavera, quan el clima era apropiat per als viatge a cavall, els quals podien trobar herba fresca per alimentar-se en les parades. Atacaven principalment abadies i convents o viles i granges, construccions amb poques defenses o cap. Quan trobaven una ciutat emmurallada i ben protegida, llevat d'algunes excepcions, marxaven sense atacar. També evitaven enfrontaments a camp obert i batalles, ja que les seves armes, que eren lleugeres i apte per efectuar atacs des de la rapidesa d'un cavall, no podien competir amb l'organització militar del pesat l'exèrcit dels francs.
- 862: primera incursió contra l'Imperi Franc Oriental
- 892: Arnulf de Caríntia, rei dels francs orientals fa pacte d'aliança amb els poble de Moràvia per lluitar junts contra els magiars
- 896: la Pannònia esdevé el campament central dels magiars, que trenquen la unitat de les poblacions eslaves establertes a la zona anteriorment
- 899-900: els magiars penetren a Itàlia travessant el Friül; un gran exèrcit itàlic comandat pel rei Berenguer I els surt a l'encontre però és destruït en una batalla a la vora del riu Brenta
- 901-909: repetits atacs per Itàlia, Baviera, Saxònia, Turíngia i Suàbia
- 910: els magiars arriben fins a Francònia i cremen la ciutat de Ratisbona
- 911-914: diverses incursions per Alemanya, Borgonya, Turíngia, Saxònia, Suàbia i Francònia
- 915: els magiars són derrotats a prop de Fulda però saquegen Brema
- 917-918: repetits atacs per Baviera, Suàbia, Lotaríngia, Alsàcia i Borgonya
- 919: els magiars arriben fins a Reims; a Itàlia, són contractats com a mercenaris pel rei Berenguer
- 922: els magiars pressionen amb incursions per la Pulla i baixen per la costa de l'Adriàtic, controlada pels romans d'Orient
- 924: Pavia és assetjada i els magiars avancen fins a la Provença i la Septimània; el rei Enric I d'Alemanya estipula un tractat de pau que duraria nou anys
- 926: tornen a haver incursions per Baviera, Francònia, Suàbia i Lorena; l'abadia de Sankt Gallen és espoliada
- 927: atacs i pillatge pel centre de la península Itàlica, la Toscana i el Laci
- 933: els magiars arriben a Turíngia on els derrota Enric I d'Alemanya
- 934: els magiars s'endinsen per Tràcia fins a apropar-se a Constantioble; de tornada van saquejar Macedònia i van assetjar Tessalònica
- 935-938: repetides incursions per Aquitània, Borgonya, Saxònia, Baviera, Alsàcia, Toscana, Lacio i Campània
- 938: a Turíngia i a Saxònia els magiars són massacrats per la població local
- 942: els magiars entren a Roma i a més saquegen la regió de l'antiga Sabínia
- 943: el rei Hug d'Arle, pagant un tribut, desvia els magiars cap a Hispània; els magiars planifiquen una invasió a l'Imperi Romà d'Orient que conclou amb una treva de cinc anys estipulada amb l'emperador
- 950: l'emperador Otó I respon a les incursions magiars atacant el seu territori fins al riu Tisza
- 952-954: repetides incursions per Itàlia, Baviera, Saxònia, Lorena, Bèlgica, Borgonya; atacs a Torí i Susa
- 954-955: després d'haver assetjat Augsburg, els magiars es troben amb l'exèrcit d'Otó I que els espera al costat del riu Lechon són definitivament derrotats.